# Шама рудохвоста
Ша́ма рудохвоста (Copsychus pyrropygus) — вид горобцеподібних птахів родини мухоловкових (Muscicapidae). Мешкає в Південно-Східній Азії. Раніше цей вид відносили до монотипового роду Trichixos, однак за результатами молекулярно-філогенетичного дослідження 2010 року він був переведений до роду Шама (Copsychus).

## Опис
Довжина птаха становить 20-22 см. Дзьоб відносно міцний, хвіст короткий, порівняно з іншими шамами. У самців голова, спина, крила, горло і верхня частина грудей синювато-сіро-чорні, над очима короткі білі "брови". Нижня частина грудей, надхвістя і хвіст оранжево-руді або іржасто-руді, кінець хвоста чорний. Решта нижньої частини тіла білувата. Дзьоб чорний.
У самиць верхня частина тіла сірувато-коричнева, горло, груди і боки блідо-рудувато-оранжеві, решта нижньої частини тіла біла. Хвіст такий же, як у самців. Забарвлення молодих птахів є подібне до забарвлення самиць, однак на верхній частині тіла і на крилах є іржасто-охристі смужки, груди більш смугасті.

## Поширення і екологія
Рудохвості шами мешкають на Малайському півострові та на островах Суматра, Ява і Белітунг. Вони живуть у вологих рівнинних і заболочених тропічних лісах і на плантаціях. Зустрічаються на висоті до 1200 м над рівнем моря. Гніздяться з лютого по червень.

## Збереження
МСОП класифікує стан збереження цього виду як близький до загрозливого. Рудохвості шами є рідкісними птахами, яким загрожує знищення природного середовища.